# Resolució 2184 del Consell de Seguretat de les Nacions Unides
La Resolució 2184 del Consell de Seguretat de les Nacions Unides fou adoptada per unanimitat el 12 de novembre de 2014. El Consell va renovar el seu consentiment per als països i organitzacions regionals per fer front a la pirateria de la costa somali.

## Contingut
El nombre d'atacs i segrestos a vaixells en la costa de Somàlia havia disminuït bruscament des del 2011. No obstant això, aquesta pirateria continuava representant una amenaça per a l'enviament d'ajuda humanitària a la regió; també perquè els pirates encara eren actius al mar. Segons informes, també hi havia nens involucrats en la pirateria.
Les autoritats somalis eren responsables de la lluita contra la pirateria, i com a tals van demanar assistència internacional i l'extensió de la resolució 2125. A l'acte es van activar l'operació Atalanta (Unió Europea), l'operació Ocean Shield de l'OTAN i la Task Force 151 i la Task Force 508. A més Xina, Iran, Japó, Corea del Sud i Rússia enviaren vaixells de patrulla. L'autorització a països i organitzacions regionals per fer front a la pirateria a petició de Somàlia es va renovar durant 12 mesos més.
Foren elogiades Kenya, Maurici, les Seychelles i Tanzània van ser elogiades pels seus esforços per jutjar pirates per als seus propis tribunals. Es va cridar a tots els països a criminalitzar la pirateria i a cooperar en la investigació i el judici dels responsables de la pirateria a la costa de Somàlia. També es va investigar la implicació de xarxes criminals internacionals. Interpol també va crear una base de dades que aplegava informació sobre la pirateria a Somàlia.
Es va reconèixer que la inestabilitat de Somàlia era una de les causes de la pirateria, mentre que els diners del crim obtinguts provocaven més inestabilitat. Per tant, es va demanar al país que introduís una legislació antipirateria i que establís un servei de seguretat per fer-la complir, així com portar als pirates a la justícia.